# Bomarion heteroclitum
Bomarion heteroclitum är en skalbaggsart som först beskrevs av Thomson 1867.  Bomarion heteroclitum ingår i släktet Bomarion och familjen långhorningar. Inga underarter finns listade.